# Arin Alldridge
Arin Alldridge, född Colin Alldridge 19 juni 1965 i Bournemouth i England. Arin växte upp i Chester från tre års ålder, men flyttade tillbaka till Bournemouth med familjen för att börja studera på Jellicoe Theatre vid Bournemouth & Poole College of Further Education. Vid 18 års ålder började han vid Drama Centre London.

## Filmografi (urval)
- 2009 – Human Residue
- 1998 Oktober (TV-serie)
- 1989-1991 - The Bill (TV-serie)
- 1998 Press Gang (TV-serie)